# Johanna Hermine Moes
Johanna Hermine (Joop) Moes (Zwolle, 21 oktober 1911 – Amsterdam, 19 oktober 1998) was een Nederlandse huisarts en medeoprichtster van de Nederlandse Vrouwenbeweging (NVB).

## Achtergrond en opleiding
Joop Moes kwam uit een ontwikkeld ambtenarengezin. Zij was een dochter van Hendrikus Bernardus Moes (Ommen, 1884 - 1968) en Sophia Jeannette van Bellen (Dordrecht, 1888 - 1987). Haar moeder was onderwijzeres en haar vader eindigde als hoofddirecteur van het IJkwezen. Ze rondde H.B.S.-B af, zodat ze van 1931-1939 in Leiden en Amsterdam medicijnen kon studeren. 
Sindsdien heeft Joop Moes altijd als arts gewerkt, eerst bij de opvang van gewonde soldaten in Arnhem aan het begin van de oorlog, daarna in Den Haag in ziekenhuis De Volharding en tijdens de rest van de oorlog in Amsterdam als waarnemer voor huisartsen. Aan het begin van de oorlog ontmoette ze haar toekomstige man, Joop van Santen, trouwde in november 1942 en kreeg twee kinderen, Eva in 1943 en Gerrit in 1946. Na de oorlog vestigde zij zich, waarschijnlijk in 1948, op Herengracht 28 in Amsterdam als huisarts en in 1972 ging zij met pensioen. Ze was als progressieve vrouw en communiste zeer sociaal voelend en vond het belangrijk om vooral de arbeidersbevolking in de Jordaan vooruit te helpen. Haar praktijk bestond dan ook voor een groot deel uit mensen uit de Jordaan. In de jaren van de wederopbouw was een huisarts ook een soort maatschappelijk werker en dat beviel haar heel goed. Ze schreef bijvoorbeeld brieven voor haar patiënten om ze een betere huisvesting te bezorgen.

Vanaf 1948 tot eind jaren zestig was Joop Moes behalve in haar huisartsenpraktijk ook werkzaam bij de NVSH, waar zij het anticonceptiespreekuur deed in Amsterdam en Zaandam.
Zij was net als haar man lid van de CPN, waarschijnlijk al vanaf het begin van de oorlog of vlak daarvoor, maar voor zover bekend niet actief in de partij. Niet lang na het uittreden van haar man in 1955 zegde zij haar lidmaatschap ook op.

## Verzetsactiviteiten in de Tweede Wereldoorlog
Nu onlangs verschillende archieven open zijn gegaan is er meer bekend over de verzetsactiviteiten van Joop Moes en haar man, Joop van Santen. Ook in het boek van Roxane van Iperen, ’t Hooge Nest, uit 2019 is een moedige daad uit 1941 in detail beschreven. Daar wordt verteld dat ze haar vriendin Janny Brandes-Brilleslijper uit een zeer benarde situatie heeft gered:
Den Haag, zondag 17 augustus 1941. Op die dag valt een groep mannen het huis van Janny Brandes-Brilleslijper binnen op zoek naar haar man Bob Brandes. Het is de SD, de staatsinlichtingendienst van de nazi’s, begeleid door een handjevol Nederlandse agenten. De mannen doorzoeken het huis. Ze zijn op zoek naar illegale spullen. Janny is hoogzwanger en zint op een list. Ze doet alsof de bevalling begint en wil daarom een dokter bellen. Ze mag naar de overkant en belt haar vriendin, Joop Moes, arts in het Haagse ziekenhuis De Volharding. Joop Moes, komt meteen en schrijft een recept uit, waarmee Janny naar de apotheek moet. Nu is in ieder geval de man van Janny, Bob Brandes, gered want die werkt tegenover de apotheek en die kan ze nu gaan  waarschuwen. Verder vinden de mannen van de SD niets, hoewel zich in de pannen in de keuken het complete CPN-archief bevindt. Ze vertrekken en Bob en Janny Brandes-Brilleslijper worden niet gearresteerd.
Samen met haar toenmalige echtgenoot Joop van Santen bood zij vanaf november 1942 tot de bevrijding minstens zes onderduikers in het achterhuis van de Herengracht 28 onderdak. Vaak waren er ook nog passanten, mensen die kort bleven en veel wisselden van onderduikadres. De ouders van Abram de Swaan, Hennie en Meik de Swaan en enkele van hun familieleden hebben onder andere op de Herengracht ondergedoken gezeten. Een andere activiteit van haar was dat ze in de loop van de oorlog een aantal Joodse baby’s en kleine kinderen onderbracht bij pleeggezinnen als het er naar uitzag dat hun ouders spoedig zouden worden gedeporteerd naar de vernietigingskampen in Duitsland. In het huis van Joop Moes en Joop van Santen werd op zolder de Vrije Katheder gedrukt.
Verdere details over de verzetsactiviteiten van Joop Moes zijn te vinden in het Wikipedia-artikel van Joop van Santen.